# Pommiers-en-Forez
Pommiers-en-Forez (bis 2020 nur Pommiers) ist eine französische Gemeinde mit 371 Einwohnern (Stand 1. Januar 2022) im Département Loire in der Region Auvergne-Rhône-Alpes.

## Lage
Pommiers-en-Forez liegt in der historischen Provinz Forez etwa 90 Kilometer (Fahrtstrecke) östlich von Clermont-Ferrand bzw. 32 Kilometer in südlicher Richtung von Roanne entfernt. Auch von Charlieu im südlichen Burgund ist Pommiers-en-Forez zu erreichen (ca. 55 Kilometer).

## Bevölkerungsentwicklung
| Jahr                       | 1962 | 1968 | 1975 | 1982 | 1990 | 1999 | 2007 | 2017 |
| Einwohner                  | 383  | 410  | 322  | 323  | 296  | 374  | 385  | 359  |
| Quellen: Cassini und INSEE |      |      |      |      |      |      |      |      |

## Geschichte
Auf dem Gebiet der Gemeinde wurden bronzezeitliche Bestattungsreste gefunden. Auch die Römer waren in der Gegend – in der Prioratskirche St-Pierre et St-Paul finden sich noch ein römischer Sarkophag als Altaruntersatz sowie der Rest einer römischen Marmorsäule; auch ein römischer Meilenstein (borne milliaire), der in der Nähe gefunden wurde, ist vor der Kirche aufgestellt worden.
Bereits im 9. Jahrhundert gründeten Mönche ein kleines Kloster mit der Kirche St-Julien, deren Mauerreste heutzutage in ein Wohnhaus integriert sind. Im 10. Jahrhundert schloss sich die kleine Mönchsgemeinde der cluniazensischen Reformbewegung an – Pommiers wurde ein Priorat der Abtei Cluny und im 11. Jahrhundert wurde eine neue Prioratskirche errichtet.
Im 14. und 15. Jahrhundert – also während der Zeit des Hundertjährigen Krieges (1337–1453) – wurde die Südseite des Priorats burgartig befestigt; auch der kleine Ort, der sich auf der Nordostseite entwickelt hatte, wurde mit Wehrmauern umgeben.
In der Zeit der Französischen Revolution wurden die verbliebenen Mönche verjagt, das Château diente daraufhin einfachen Familien als Unterkunft. Im Jahr 1946 gründete eine adlige Dame (Marie-Thérèse de Rosemont) ein Altersheim für Priester, das aber in den 1990er Jahren wegen fehlender Geldmittel aufgegeben werden musste. Das Schloss und die Kirche gehören heute dem 'Conseil général de la Loire', der umfangreiche Restaurierungs- und Instandhaltungsarbeiten durchgeführt hat.

## Sehenswürdigkeiten

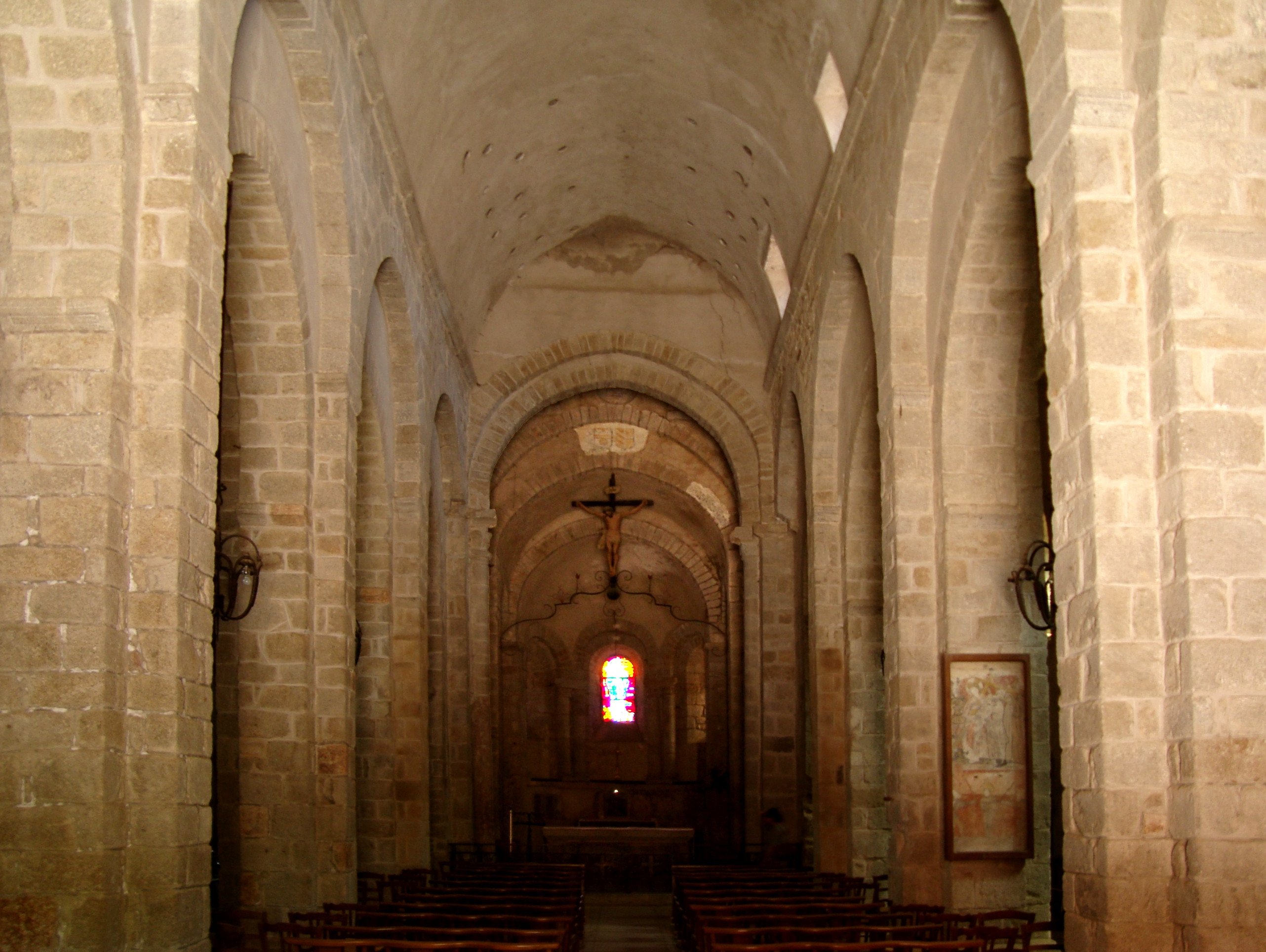
Inneres der Prioratskirche

- Die ehemalige Prioratskirche St-Pierre-St-Paul ist seit der Französischen Revolution die Pfarrkirche des Ortes. Sie beeindruckt im Innern durch ihre Schlichtheit, denn auf jegliches Dekor – auch auf Kapitelle – wurde verzichtet. Das von den Fenstern der Seitenschiffe und von Fenstern auf der Südseite des Gewölbes belichtete Mittelschiff hat ein Tonnengewölbe: Wohl um die Tatsache zu verschleiern, dass das steinerne Gewölbe nur aus unbehauenen Bruchsteinen besteht, wurde es verputzt; auch die Kreuzrippengewölbe in den Seitenschiffen sind verputzt. Die Chorapsis ist etwas niedriger als das Mittelschiff und wird von drei Fenstern belichtet. Die Altarplatte ruht auf einem römischen Wannensarkophag. An den Wänden bzw. Pfeilern sind einige Freskenreste zu sehen – da es sich um kleine Szenen handelt, ist kaum anzunehmen, dass ehemals die ganze Kirche ausgemalt war.

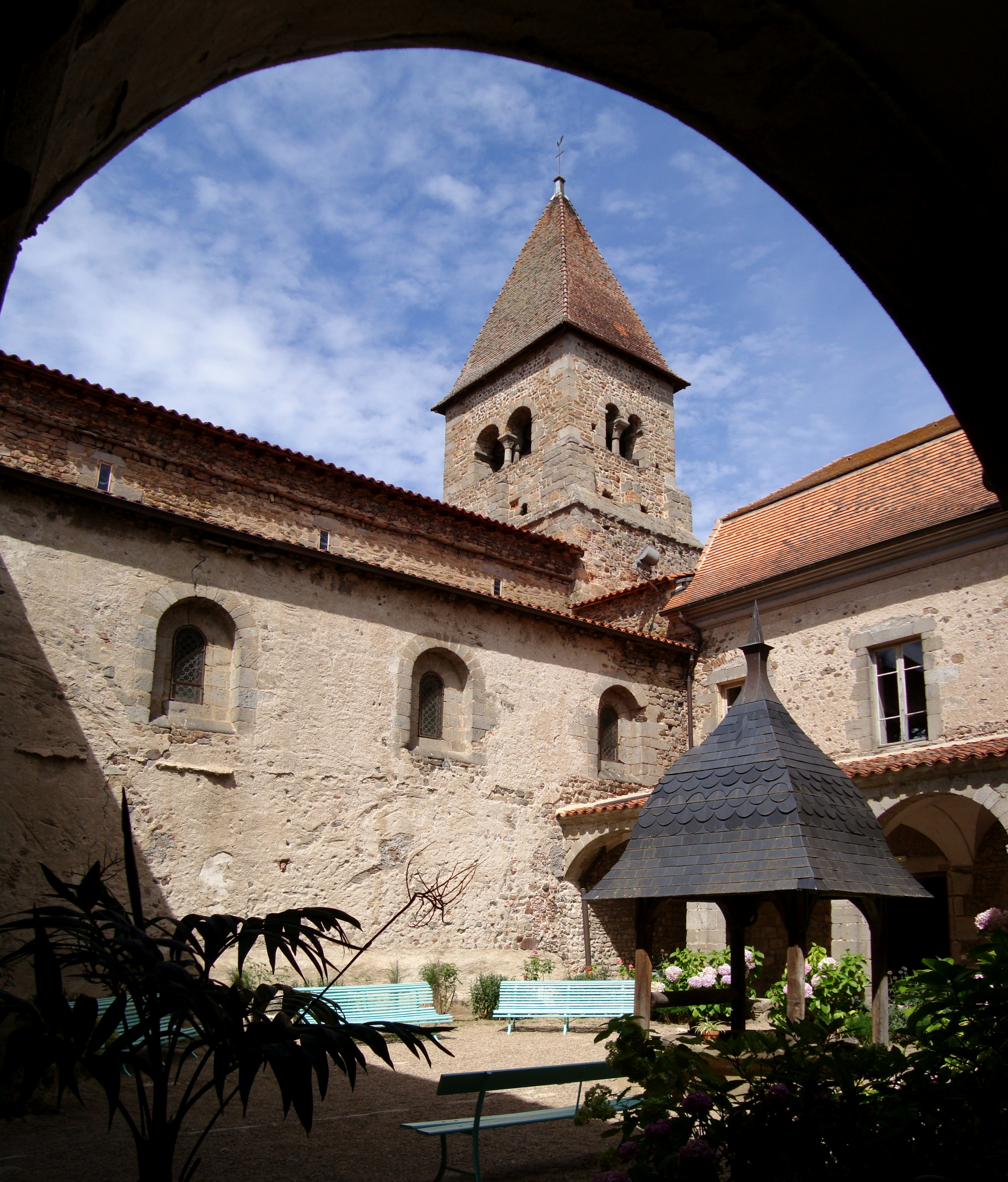
Blick in den Kreuzgang

- Der einfache dreiflügelige Kreuzgang des ehemaligen Priorats mit seinem Brunnenhäuschen in der Mitte strahlt eine meditative Stille aus. Von hier aus sieht man die Fenster im südlichen Seitenschiff sowie die kleinen Lichtöffnungen im Gewölbe des Mittelschiffs. Des Weiteren kann man einen Blick auf den Vierungsturm werfen, dessen – in der Mitte auf kleinen Säulchen aufruhende – Doppelarkaden immer noch als Schallöffnungen für das Geläut dienen.
- Die ehemaligen Burg- bzw. Schlossgebäude bestehen aus einer Vielzahl von Keller-, Wohn- und Dachräumen und können besichtigt werden. Vor allem hervorzuheben sind die aufwendig gearbeiteten und original erhaltenen Zimmermannskonstruktionen der Dachstühle. In einem der Räume des ehemaligen Altersheims für Priester ist eine Kapelle eingerichtet worden.
- Ungefähr 300 Meter südwestlich des Schlosses steht eine dreibogige mittelalterliche Steinbrücke am Rand einer Wiese, die nur nach stärkeren oder anhaltenden Regenfällen von einem kleinen Bach durchflossen wird.

## Musikfestivals
- Alljährlich im späten Frühjahr und im Sommer findet in Pommiers-en-Forez ein kleines Musikfestival (Musique d’ensemble) statt.